# Haliella stenostoma
Haliella stenostoma är en snäckart som först beskrevs av John Gwyn Jeffreys 1858.  Haliella stenostoma ingår i släktet Haliella och familjen Eulimidae. Arten är reproducerande i Sverige. Inga underarter finns listade i Catalogue of Life.